# John McCook
 (août 2012).
Si vous disposez d'ouvrages ou d'articles de référence ou si vous connaissez des sites web de qualité traitant du thème abordé ici, merci de compléter l'article en donnant les références utiles à sa vérifiabilité et en les liant à la section « Notes et références ».
John McCook (Né le 20 juin 1944 à Ventura (Californie) est un acteur américain connu notamment pour son rôle d'Eric Forrester dans la série Amour, Gloire et Beauté depuis 1987.

## Filmographie
- Top Modèle  (1973) : Lance Prentiss puis Eric Forrester
- Magnum (1984) : Nolan Atherton
- Arabesque / Murder, She Wrote (VO)  (série télévisée) Saison 2, épisode 14 : Sévices compris (1985) : Harrison Fraser III
- Amazing Stories (série télévisée) Saison 2 épisode 17 : Sacré Gershwin (1987) : Jerry Lane
- Amour, gloire et beauté (1987) : Eric Forrester
- Un Noël saupoudré d'amour